# Ancylotrypa nuda
Espèce
Synonymes
- Pelmatorycter nudus Hewitt, 1916

Ancylotrypa nuda est une espèce d'araignées mygalomorphes de la famille des Cyrtaucheniidae.

## Distribution
Cette espèce est endémique du Cap-Oriental en Afrique du Sud. Elle se rencontre au Gauteng et au Nord-Ouest.

## Description
Le mâle holotype mesure 11 mm et la femelle 15,5 mm.

## Publication originale
- Hewitt, 1916 : Descriptions of new South African spiders. Annals of the Transvaal Museum, vol. 5, no 3, p. 180-213 (texte intégral).